# Gió Đông gió Tây
Gió Đông gió Tây (nguyên tác: East Wind: West Wind) là tiểu thuyết đầu tay của Pearl S. Buck, được xuất bản năm 1930. Tác phẩm mô tả Quế Lan, một phụ nữ Trung Hoa, và những thay đổi mà cô và gia đình đã trải qua.

## Tóm tắt nội dung
Quế Lan phải lấy chồng qua một cuộc hôn nhân sắp đặt, nhưng chồng của cô không phải là người như cô mong đợi. Họ ra ở riêng chứ không sống cùng cha mẹ chồng (một điều phổ biến ở Trung Quốc thời đó). Chồng Quế Lan là một bác sĩ, đi học ở phương Tây về và dường như không có cảm hứng với cô cho đến khi cô yêu cầu anh gỡ bỏ bó chân cho mình. Sau đó, họ có với nhau một con trai.
Quế Lan có một người anh trai sống ở Mỹ được vài năm. Một ngày nọ, bạn của anh viết thư về cho gia đình anh, thông báo rằng anh đã cưới một phụ nữ Mỹ (mặc dù cha mẹ anh đã lựa chọn một người vợ cho anh khi anh trở về).
Anh trai của Quế Lan và vợ là Mary trở về Trung Quốc để xem liệu họ có thể thuyết phục gia đình chấp nhận Mary hay không. Tuy nhiên gia đình không chấp nhận một con dâu ngoại quốc và bảo anh cho cô tiền rồi cho cô về Mỹ. Anh trai Quế Lan không theo lời. Một thời gian ngắn sau đó Mary mang thai đứa con trai đầu lòng.
Đỉnh điểm của câu chuyện là lúc mẹ Quế Lan qua đời. Gia đình yêu cầu người anh trai phải buộc Mary trở về Mỹ và cưới cô gái gia đình đã chọn, nếu không anh sẽ bị tước thừa kế. Người anh trai từ chối, rời khỏi khu nhà của gia đình, sống tại một ngôi nhà gần nhà Quế Lan. Đứa trẻ được sinh ra, gắn kết bố mẹ cậu bé với nhau và cả hai nền văn hoá.

## Bản dịch tiếng Việt
Năm 1966, nhà xuất bản Ngày nay ấn hành tác phẩm này với tựa đề Gió Đông Gió Tây (chưa rõ dịch giả).
Năm 1974, Đất Sống xuất bản tác phẩm này với bản dịch của Vũ Kim Thư.
Nguyễn Sỹ Nguyên dịch tác phẩm này với tựa đề Gió Đông gió Tây do nhà xuất bản Long An xuất bản năm 1989.